# Tirggel
Tirggel (schw. Züri Tirggel) – twarde, cienkie ciastka miodowe z Zurychu, charakterystyczne dla kuchni szwajcarskiej. Cechą charakterystyczną tego wypieku są historyczne motywy zuryskie odciśnięte na wierzchu.
Tirggel jest eleganckim wypiekiem wykonanym z miodu (30%), imbiru, anyżu, kolendry, wody różanej i mąki. Piecze się je w wysokich temperaturach przy użyciu tylko ciepła od góry, w związku z czym są brązowe od góry i blade od dołu. Po raz pierwszy wymieniono je w XV wieku. W tym czasie ciastka, z uwagi na kosztowne składniki, dostępne były wyłącznie dla elit. Z biegiem czasu Tirggel stał się popularny jako tradycyjny przysmak spożywany w okresie świątecznym lub w dni wolne. Zwyczajowo jest przyrządzany w chłodniejszych miesiącach roku, z kulminacją w okresie bożonarodzeniowym.
Do 1840 ciastka mogły być produkowane tylko przez piekarzy miejskich w Zurychu. Wraz z wprowadzeniem wolnego handlu wyrób zaczął być wytwarzany przez piekarzy wiejskich, co doprowadziło do silnej konkurencji. Dotyczyło to głównie tworzenia nietypowych i nowych motywów do dekoracji ciastek, co dało początek szerokiej różnorodności wzorów. Ta różnorodność przetrwała do dziś, a każda piekarnia oferująca Tirggel stara się posiadać oryginalne drewniane formy ze swoimi wzorami.